# Menesia vitiphaga
Menesia vitiphaga es una especie de escarabajo longicornio del género Menesia, categorizada en la tribu Saperdini, de la subfamilia Lamiinae. Fue descrita por Holzschuh en 2003.

## Descripción
Mide 6,3-8,1 mm de longitud. El período de actividad en adultos se presenta en junio.

## Distribución
Se distribuye por China.